# Krytonos białogardły
Krytonos białogardły (Scelorchilus albicollis) – gatunek małego ptaka z rodziny krytonosowatych (Rhinocryptidae). Występuje endemicznie w północnym i centralnym Chile. Niezagrożony wyginięciem.

## Taksonomia
Gatunek opisał po raz pierwszy Heinrich von Kittlitz w roku 1830 pod nazwą Pteroptochos albicollis. Holotyp pochodził z Valparaíso. Wyróżnia się dwa podgatunki.

## Morfologia
Długość ciała wynosi 19 cm. Pozostałe wymiary przedstawia tabelka (mm):
| Okazy              | Skrzydło | Ogon  | Dziób   |
| ------------------ | -------- | ----- | ------- |
| ♂ albicollis (n=4) | 80–82    | 75–80 | 19,5–21 |
| ♀ albicollis (n=6) | 73–81    | 72–77 | 18,5–20 |
| ♂ atacamae (n=5)   | 74–78    | 68–76 | 17,5–21 |
| ♀ atacamae (n=4)   | 72–76    | 65–73 | 19–20   |

U osobników dorosłych czoło winnocynamonowe, przechodzące na reszcie wierzchu ciała w szarobrązowe. Widoczna biała brew. Kantarek i pokrywy uszne czarniawe. Kuper brązowawy, niekiedy delikatnie czarno paskowany (możliwe, że tyczy się to osobników młodych). Skrzydła brązowe, pokrywy skrzydłowe na końcu posiadają czarno-białą plamkę. Spód ciała białawy, na brzuchu jasnocynamonowy. Gardło bez wzorów, zaś resztę spodu ciała, boki szyi i ciała pokrywają brązowe pasy. Najszersze są na bokach i w okolicach kloaki. Tęczówka brązowa, dziób czarny, szarawy u nasady, nogi i stopy czarne. Osobniki młodociane pokryte paskami. Podgatunek atacamae wyróżnia jaśniejsze upierzenie bez barwy brązowej z wierzchu oraz krótszy dziób.

## Zasięg występowania
Wyróżnia się następujące podgatunki:
- S. a. atacamae Hellmayr, 1924 – północne Chile	w południowo-zachodnim regionie Antofagasta po pustynię Atakama i Curicó
- S. a. albicollis (Kittlitz, 1830) – centralne Chile od południowego Coquimbo po Curicó

Środowisko życia stanowią gęste formacje roślinne typu matorral. Spotykany od poziomu morza po 1600 m n.p.m.

## Behawior
Pieśń stanowi trwająca około 2,5 sekundy seria 9–10 dźwięków ooer o częstotliwości początkowo 0,7 kHz, potem 0,6–10,8 kHz. Głos donośny, niekiedy serie trwają krócej lub pierwszy dźwięk najwyższy. Zwykle przebywa na ziemi, choć śpiewa z niskiej gałęzi. Zawołanie stanowi ostre, krótkie, podobne do świńskiego charknięcie.
Pożywienie stanowią stawonogi, żeruje ukryty w gęstej roślinności.

## Lęgi
Okres składania jaj przypada na wrzesień i październik. Gniazdo stanowi otwarty kubeczek z miękkiej trawy, umieszczony w zagłębieniu długiego na 1–2 m tunelu w ziemi. Niekiedy wykopuje własny tunel, lecz zwykle używa nory utworzonej przez koszatniczkę pospolitą (Octodon degus). Zniesienie liczy 2–3 jaja, u podgatunku nominatywnego mają wymiary około 27,3 na 20 mm, zaś u atacamae 27,2 na 22 mm. Oba ptaki z pary wysiadują jaja i opiekują się młodymi, lecz szczegóły pozostają nieznane.

## Status
Przez IUCN gatunek klasyfikowany jest jako najmniejszej troski (LC, Least Concern) nieprzerwanie od 1988 roku. Liczebność populacji nie została oszacowana, ale ptak ten opisywany jest jako dość pospolity. Ze względu na brak dowodów na spadki liczebności bądź istotne zagrożenia dla gatunku BirdLife International uznaje trend liczebności populacji za stabilny. Występuje w obszarze Endemic Bird Area oznaczonym jako Central Chile. Z obszarów chronionych spotykany jest w jednym, jest to Park Narodowy La Campana oraz prawdopodobnie również w PN Bosque de Fray Jorge.